# Резолюция Совета Безопасности ООН 1027
Резолюция Совета Безопасности Организации Объединённых Наций 1027 (код — S/RES/1027), принятая 30 ноября 1995 года, сославшись на предыдущие резолюции, включая резолюцию 983 (1995) по Македонии, Совет продлил мандат Сил ООН по превентивному развертыванию (ЮНПРЕДЕП) до 30 мая 1996 года.
Совет Безопасности ООН подтвердил свою приверженность независимости, суверенитету и территориальной целостности Македонии и вновь выразил озабоченность по поводу любых событий, которые могут угрожать её стабильности. В этой связи мандат ЮНПРЕДЕП был продлен до 30 мая 1996 года, и он настоятельно призвал его продолжать сотрудничество с Организацией по безопасности и сотрудничеству в Европе. Просьбы Генерального секретаря об оказании помощи ЮНПРЕДЕП было предложено рассматривать положительно. К 31 января 1996 года Генеральному секретарю ООН Бутросу Бутросу-Гали было предложено представить Совету доклад о любых событиях, влияющих на мандат ЮНПРЕДЕП.